# Alle Teyes
Alle Teyes (ook wel Allaeus Teisius) was burgemeester van Leeuwarden in 1566. In de jaren daaraan voorafgaand nam hij aan het stadsbestuur deel als schepen, raadslid of lid van de gezworen gemeente.

## Tachtigjarige Oorlog
In 1566 ondertekende Alle Teyes het Verbond der Edelen.
Hierna vluchtte hij in 1567 eerst naar Groningen en vervolgens naar Emden. Aan een oproep van de hertog van Alva, d.d. 9 januari 1568, om zich te komen verantwoorden in Brussel, gaf hij wijselijk geen gehoor. Hierop volgden verbanning en verbeurdverklaring van zijn goederen.
In mei 1568 sloot hij zich in Emden aan bij het leger van Lodewijk van Nassau, waarna hij deelnam aan de Slag bij Heiligerlee. Het is niet duidelijk of hij de veldslag overleefd heeft. Mogelijk sneuvelde hij als cavalerist aan de zijde van graaf Adolf. Een andere mogelijkheid is dat hij om het leven kwam bij de catastrofaal verlopen Slag bij Jemmingen in datzelfde jaar. In elk geval was hij in 1569 niet meer onder de levenden.

## Familie
Alle Teyes was getrouwd met Machtelt Dircks. Deze werd op 22 oktober 1568 verbannen, omdat zij de nieuwe leer aanhing en bovendien ook haar man, Alle Teyes dus, daartoe had overgehaald. Zij was toen al met hem meegegaan in ballingschap. Na de dood van haar echtgenoot trouwde zij in 1569 in Emden met jonker Sybolt Aysma, eveneens ondertekenaar van het Verbond der Edelen.
Alle Teyes was in mannelijke lijn verwant aan de families Fockens en Hemminga.